# Dutchtown
Dutchtown – wieś w Stanach Zjednoczonych, w stanie Missouri, w hrabstwie Cape Girardeau.